# Mallinckrodt
Mallinckrodt est une entreprise de produit pharmaceutique basée à Dublin en Irlande. 

## Histoire
L'entreprise est issue de la scission de Covidien, opération annoncée en 2011 et finalisée en 2013. 
En février 2014, Mallinckrodt acquiert Cadence Pharmaceuticals pour 1,3 milliard de dollars. En avril 2014, Mallinckrodt acquiert Questcor Pharma pour 5,6 milliards de dollars.
En mars 2015, Mallinckrodt acquiert Ikaria, spécialisée dans les maladies respiratoires, pour 2,3 milliards de dollars. En août 2015, Mallinckrodt acquiert Therakos, spécialisée dans le traitement du cancer de la peau et des insuffisances respiratoires, pour 1,33 milliard de dollars.
En décembre 2017, Mallinckrodt annonce l'acquisition de Sucampo, spécialisée notamment dans les maladies génériques rares, pour 840 millions de dollars.
En 2020, Mallinckrodt se déclare en faillite à cause de sa dette trop importante, puis de nouveau en 2023 à la suite de ses ventes en baisse.
En mars 2025, Mallinckrodt et Endo annoncent la fusion de leurs activités.